# Arena Stožice
La Arena Stožice es un pabellón deportivo multiusos situado en Liubliana, la capital de Eslovenia. Fue diseñado por el estudio esloveno de arquitectos Sadar Vuga d.o.o. y es el mayor estadio cubierto en el país. Se encuentra en el distrito Bežigrad, al norte del centro de la ciudad. La arena es parte del complejo deportivo Športni park Stožice. La Arena es el estadio del club de baloncesto KK Olimpija, del club de balonmano RK Krim y para los partidos internacionales de club de voleibol ACH Volley.